# Phương trình Euler–Lagrange
Trong Phép tính biến phân và cơ học cổ điển, những phương trình Euler-Lagrange là một hệ thống những phương trình vi phân thường bậc 2, có nghiệm là những điểm uốn của hàm số hành động vật lý cho trước. Những phương trình ấy được khám phá thập niên 1750 bởi nhà toán học Thuỵ Sĩ Leonhard Euler và nhà toán học Ý Joseph-Louis Lagrange.
bởi vì một hàm số khả vi là điểm uốn tại điểm cực trị cục bộ của hàm ấy, phương trình Euler-Lagrange sẽ hữu ích cho giải những bài toán tối ưu mà theo đó, cho trước hàm số nào đó, ta tìm hàm số tối thiểu hoặc tối đa nó. Đây tương tự với định lý của Fermat trong vi tích phân, tuyên bố rằng tại bất cứ điểm nào thoả mãn một hàm số khả vi đạt một điểm cực trị cục bộ thì đạo hàm của nó sẽ bằng không. Trong cơ học Lagrange, tuân theo nguyên lý của Hamilton về tác dụng tối thiểu, tiến triển của một hệ vật lý sẽ được miêu tả bởi những nghiệm cho phương trình Euler cho hoạt động của hệ thống. Trong văn cảnh này, những phương trình Euler thường gọi tên là những phương trình Lagrange. Trong cơ học cổ điển, nó tương đương với các định luật chuyển động của Newton; đúng là, các phương trình Euler-Lagrange sẽ sản sinh ra cùng những phương trình giống như các định luật của Newton. Đây đặc biệt hữu ích khi phân tích những hệ thống có những vectơ lực đặc biệt phức tạp. Nó có lợi thế vì nó giữ nguyên hình thức trong bất cứ hệ thống toạ độ suy rộng nào, nó sẽ hợp hơn cho việc khái quát hoá. Trong lý thuyết trường cổ điển, có một phương trình tương tự để tính những động lực của một trường.

## Lịch sử
phương trình Euler-Lagrange được phát triển thập niên 1750 bởi Euler và Lagrange liên quan đến những nghiên cứu của họ về vấn đề đường đẳng thời. Đây là vấn đề quyết định một đường cong mà trên đó một hạt có khối lượng sẽ rơi xuống một điểm cố định trong một khoảng thời gian cố định, độc lập với điểm bắt đầu.
Lagrange giải quyết vấn đề này năm 1755 và gửi nghiệm cho Euler. Cả hai đã phát triển thêm phương pháp của Lagrange và ứng dụng nó vào cơ học, đã dẫn đến hình thành cơ học Lagrange. Hai người trao đổi thư từ, sau rốt, đã dẫn đến phép tính biến phân là thuật ngữ được Euler đặt tên năm 1766

## Phát biểu
đặt (X, L) là một hệ thống cơ học có n bậc tự do. Tại đây, X là không gian cấu hình và  L = L (t, q, v) Lagrange là một hàm số giá trị thực trơn thoả mãn q {\displaystyle \in } X và v là một vectơ tốc độ n chiều (cho ai quen thuộc với hình học vi phân thì X là một đa tạp trơn, và L : Rt x TX -> R sao cho TX là chùm tiếp tuyến của X)
đặt P (a, b, xa ,xb ) là tập hợp những đường trơn q : [a, b] -> X sao cho q(a) = xa và q(b) = xb . Hàm số hành động vật lý S : P (a, b, xa, xb) -> R được định nghĩa là
S [q] = {\displaystyle \int _{a}^{b}L(t,q(t),q'(t))dt}
một đường q {\displaystyle \in } P (a, b, xa, xb) là một điểm uốn của S khi và chỉ khi
{\displaystyle {\partial L \over \partial q^{i}}}(t, q(t), q'(t)) - {\displaystyle {d \over dt}}{\displaystyle {\partial L \over \partial q'^{i}}}(t, q(t), q'(t)) = 0, i = 1, ..., n

ở đây q'(t) là đạo hàm thời gian của q(t). Khi ta nói đến điểm uốn, ta ám chỉ rằng một điểm uốn của S đối với bất cứ rung động nhỏ nào trong q. Xem chứng minh dưới đây để thêm chi tiết cụ thể.
Nguồn gốc của phương trình Euler-Lagrange một chiều
nguồn gốc của phương trình Euler-Lagrange một chiều là một trong những  chứng minh kinh điển trong toán học. Nó dựa vào định lý căn bản của giải tích
ta muốn tìm một hàm số f thoả mãn những điều kiện giới hạn f(a) = A và f(b) = B và sẽ cực trị hoá hàm số:
J = {\displaystyle \int _{a}^{b}L(x,f(x),f'(x))dx}
ta giả thiết rằng L khả vi liên tục hai lần. Một giả thiết lỏng lẻo hơn có thể được sử dụng, nhưng chứng minh sẽ trở nên khó khăn hơn.
nếu f cực trị hoá chủ thể hàm số đến những điều kiện giới hạn, thì bất cứ rung động nhỏ nào của f miễn là bảo toàn những giá trị giới hạn sẽ phải hoặc tăng J (nếu f là một hàm cực tiểu) hoặc giảm J (nếu f là một hàm cực đại)
đặt g{\displaystyle \varepsilon }(x) = f (x) + {\displaystyle \varepsilon }{\displaystyle \eta }(x) là kết quả của một rung động {\displaystyle \varepsilon \eta }(x) của f mà {\displaystyle \varepsilon } là nhỏ và {\displaystyle \eta }(x) là một hàm số khả vi thoả mãn {\displaystyle \eta (a)=\eta (b)=0} sau đó định nghĩa:
J{\displaystyle \varepsilon } = {\displaystyle \int _{a}^{b}L}(x, g{\displaystyle \varepsilon }(x), g'{\displaystyle \varepsilon }(x))dx = {\displaystyle \int _{a}^{b}L}{\displaystyle \varepsilon } dx
với L{\displaystyle \varepsilon } = L(x, g{\displaystyle \varepsilon }(x), g'{\displaystyle \varepsilon }(x))
giờ, ta muốn tính đạo hàm toàn phần của J{\displaystyle \varepsilon } với cân nhắc đến {\displaystyle \varepsilon }
{\displaystyle {dL_{\varepsilon } \over d\varepsilon }}  =  {\displaystyle {dx \over d\varepsilon }} {\displaystyle \partial L_{\varepsilon } \over \partial x} + {\displaystyle {dg_{\varepsilon } \over d\varepsilon }} {\displaystyle \partial L_{\varepsilon } \over \partial g_{\varepsilon }} +  {\displaystyle {dg'_{\varepsilon } \over d\varepsilon }} {\displaystyle \partial L_{\varepsilon } \over \partial g'_{\varepsilon }}  =  {\displaystyle {dg_{\varepsilon } \over d\varepsilon }} {\displaystyle \partial L_{\varepsilon } \over \partial g_{\varepsilon }} +  {\displaystyle {dg'_{\varepsilon } \over d\varepsilon }} {\displaystyle \partial L_{\varepsilon } \over \partial g'_{\varepsilon }}  =  {\displaystyle \eta }(x) {\displaystyle \partial L_{\varepsilon } \over \partial g_{\varepsilon }} +  {\displaystyle \eta }'(x) {\displaystyle \partial L_{\varepsilon } \over \partial g'_{\varepsilon }}
với dữ kiện rằng x không phụ thuộc vào {\displaystyle \varepsilon } tức là  {\displaystyle {dx \over d\varepsilon }=0}
cho nên
{\displaystyle {dJ_{\varepsilon } \over d\varepsilon }} = {\displaystyle \int _{a}^{b}\left[\eta (x){\partial L_{\varepsilon } \over \partial g_{\varepsilon }}+\eta '(x){\partial L_{\varepsilon } \over \partial g'_{\varepsilon }}\right]dx}
khi {\displaystyle \varepsilon } = 0 ta có {\displaystyle g_{\varepsilon }=f} và {\displaystyle L_{\varepsilon }=L(x,f(x),f'(x))} và {\displaystyle J_{\varepsilon }} có một giá trị cực trị, sao cho
{\displaystyle {dJ_{\varepsilon } \over d\varepsilon }{\bigg |}_{\varepsilon =0}} =  {\displaystyle \int _{a}^{b}\left[\eta (x){\partial L \over \partial f}+\eta '(x){\partial L \over \partial f'}\right]dx=0}
bước tiếp theo là để sử dụng tích phân từng phần lên số hạng thứ hai của hàm lấy tích phân, sẽ được
{\displaystyle \int _{a}^{b}\left[{\partial L \over \partial f}-{d \over dx}{\partial L \over \partial f'}\right]\eta (x)dx+\left[\eta (x){\partial L \over \partial f'}\right]_{a}^{b}=0}
sử dụng những điều kiện giới hạn {\displaystyle \eta (a)=\eta (b)=0}
{\displaystyle \int _{a}^{b}\left[{\partial L \over \partial f}-{d \over dx}{\partial L \over \partial f'}\right]\eta (x)dx=0}
áp dụng  định lý căn bản của giải tích ta sẽ được phương trình Euler-Lagrange
{\displaystyle {\partial L \over \partial f}-{d \over dx}{\partial L \over \partial f'}=0}
Nguồn gốc khác của phương trình Euler-Lagrange một chiều
cho một hàm số
{\displaystyle J=\int _{a}^{b}L(t,y(t),y'(t))dt}
trên C1([a, b]) với những điều kiện giới hạn y(a) = A và y(b) = B ta tiếp tục bằng cách ước lượng đường cong cực trị bởi một một đường khấp khuỷu có n đoạn thẳng và đạt đến giới hạn khi số lượng những đoạn thẳng tăng lớn tuỳ ý.
chia khoảng [a, b] thành n đoạn thẳng bằng nhau với những điểm cuối t0 = a, t1, t2, ... , tn = b và đặt {\displaystyle \Delta t=t_{k}-t_{k-1}}
thay vì một hàm số trơn y(t), ta cân nhắc đường khấp khuỷu có những đỉnh (t0, y0), ... ,(tn, yn) với y0 = A và yn = B. Theo đó, hàm số của ta trở thành một hàm số thực của n - 1 biến số 
{\displaystyle J(y_{1},...,y_{n-1})\approx \sum _{k=0}^{n-1}L(t_{k},y_{k},{y_{k+1}-y_{k} \over \Delta t})\Delta t}
những cực trị của hàm số mới này sẽ được định nghĩa trên những điểm rời rạc t0, ... , tn tương ứng với những điểm mà
{\displaystyle {\partial J(y_{1},...,y_{n}) \over \partial y_{m}}=0}
ước lượng đạo hàm riêng này ta được
{\displaystyle {\partial J \over \partial y_{m}}=L_{y}(t_{m},y_{m},{y_{m+1}-y_{m} \over \Delta t})\Delta t+L_{y'}(t_{m-1},y_{m-1},{y_{m}-y_{m-1} \over \Delta t})-L_{y'}(t_{m},y_{m},{y_{m+1}-y_{m} \over \Delta t})}
chia phương trình trên cho {\displaystyle \Delta t} ta được
{\displaystyle {\partial J \over \partial y_{m}\Delta t}=L_{y}(t_{m},y_{m},{y_{m+1}-y_{m} \over \Delta t})-{1 \over \Delta t}[L_{y'}(t_{m},y_{m},{y_{m+1}-y_{m} \over \Delta t})-L_{y'}(t_{m-1},y_{m-1},{y_{m}-y_{m-1} \over \Delta t})]}
và lấy giới hạn tại {\displaystyle \Delta t} -> 0 của vế tay phải của biểu thức này, ta được
{\displaystyle L_{y}-{d \over dt}L_{y'}=0}
vế tay trái của biểu thức trên là đạo hàm {\displaystyle \delta J \over \delta y} của hàm số J

một điều kiện cần thiết cho một đạo hàm có một cực trị trên hàm số nào đó là rằng đạo hàm của nó tại hàm số đó sẽ biến mất, đúng như miêu tả bởi biểu thức cuối cùng ở trên

## Ví dụ
một ví dụ tiêu chuẩn là tìm hàm số giá trị thực y(x) trên khoảng [a, b] sao cho y(a) = c và y(b) = d tại đó độ dài quãng đường dọc theo đường cong vẽ bởi y sẽ ngắn nhất có thể
{\displaystyle s=\int _{a}^{b}{\sqrt {dx^{2}+dy^{2}}}=\int _{a}^{b}{\sqrt {1+y'^{2}}}dx}
hàm lấy tích sẽ là 
{\displaystyle L(x,y,y')={\sqrt {1+y'^{2}}}}
những đạo hàm riêng của L sẽ là
{\displaystyle {\partial L(x,y,y') \over \partial y'}={y' \over {\sqrt {1+y'^{2}}}}}
{\displaystyle {\partial L(x,y,y') \over \partial y}=0}
bằng cách thay thế những đạo hàm riêng này vào phương trình Euler-Lagrange, ta được
{\displaystyle {d \over dx}{y'(x) \over {\sqrt {1+(y'(x))^{2}}}}=0}
{\displaystyle {y'(x) \over {\sqrt {1+(y'(x))^{2}}}}=constant}
{\displaystyle \Rightarrow y'(x)={C \over {\sqrt {1-C^{2}}}}=:A}
{\displaystyle \Rightarrow y(x)=Ax+B}
thế là,  đạo hàm bậc nhất  của hàm số trên là một hằng số, do đó đồ thị của nó là một đường thẳng

## Suy rộng

### Hàm số duy nhất của biến số duy nhất với những đạo hàm bậc cao
những giá trị điểm uốn của hàm số
{\displaystyle I\left\vert f\right\vert =\int _{x_{0}}^{x_{1}}{\mathcal {L}}(x,f,f',f'',...,f^{(k)})dx}
{\displaystyle f':={df \over dx}}
{\displaystyle f'':={d^{2}f \over dx^{2}}}
{\displaystyle f^{(k)}:={d^{k}f \over dx^{k}}}
có thể lấy được từ phương trình Euler-Lagrange 
{\displaystyle {\partial {\mathcal {L}} \over \partial f}-{d \over dx}\left({\frac {\partial {\mathcal {L}}}{\partial f'}}\right)+{d^{2} \over dx^{2}}\left({\frac {\partial {\mathcal {L}}}{\partial f''}}\right)-...+(-1)^{k}{d^{k} \over dx^{k}}\left({\frac {\partial {\mathcal {L}}}{\partial f^{k}}}\right)=0}
dưới những điều kiện giới hạn cố định cho bản thân hàm số cũng như cho những đạo hàm từ bậc k-1 trở xuống (tức là cho tất cả f(i) với {\displaystyle i\in {0,...,k-1}})
những giá trị điểm cuối của đạo hàm bậc cao nhất f(k) sẽ vẫn linh hoạt

### Nhiều hàm số của biến số duy nhất với đạo hàm duy nhất
nếu vấn đề liên quan đến tìm nhiều hàm số {\displaystyle (f_{1},f_{2},...,f_{m})} của một biến độc lập duy nhất (x) sẽ định nghĩa một cực trị của hàm số
{\displaystyle I[f_{1},f_{2},...,f_{m}]=\int _{x_{0}}^{x_{1}}{\mathcal {L}}(x,f_{1},f_{2},...,f_{m},f'_{1},f'_{2},...,f'_{m})dx}
{\displaystyle f'_{i}:={df_{i} \over dx}}
thì những phương trình Euler-Lagrange tương ứng sẽ là 
{\displaystyle {\partial {\mathcal {L}} \over \partial f_{i}}-{d \over dx}{\partial {\mathcal {L}} \over \partial f'_{i}}=0}
{\displaystyle i=1,2,...,m}

### Hàm số duy nhất của nhiều biến số với đạo hàm duy nhất
một suy rộng đa chiều đã đến từ cân nhắc một hàm số trên n biến số. Nếu {\displaystyle \Omega } là bề mặt nào đó, thì
{\displaystyle I[f]=\int _{\Omega }{\mathcal {L}}(x_{1},...,x_{n},f,f_{1},...,f_{n})dx}
{\displaystyle f_{j}:={\partial f \over \partial x_{j}}}
đạt cực trị chỉ khi f thoả mãn phương trình đạo hàm riêng
{\displaystyle {\partial {\mathcal {L}} \over \partial f}-\sum _{j=1}^{n}{\partial  \over \partial x_{j}}{\biggl (}{\partial {\mathcal {L}} \over \partial f_{j}}{\biggr )}=0}
khi n = 2 và hàm số {\displaystyle {\mathcal {I}}} là hàm số năng lượng, đây sẽ dẫn đến vấn đề bề mặt tối thiếu của màng xà phòng

### Nhiều hàm số của nhiều biến số với đạo hàm duy nhất
nếu có nhiều hàm số chưa biết cần được xác định và nhiều biến số, sao cho
{\displaystyle I[f_{1},f_{2},...,f_{m}]=\int _{\Omega }{\mathcal {L}}(x_{1},...,x_{n},f_{1},...,f_{m},f_{1,1},...,f_{1,n},...,f_{m,1},...,f_{m,n})dx}
{\displaystyle f_{i,j}:={\partial f_{i} \over \partial x_{j}}}
hệ phương trình Euler-Lagrange sẽ là 
{\displaystyle {\partial {\mathcal {L}} \over \partial f_{1}}-\sum _{j=1}^{n}{\partial  \over \partial x_{j}}{\biggl (}{\partial {\mathcal {L}} \over \partial f_{1,j}}{\biggr )}=0_{1}}
{\displaystyle {\partial {\mathcal {L}} \over \partial f_{2}}-\sum _{j=1}^{n}{\partial  \over \partial x_{j}}{\biggl (}{\partial {\mathcal {L}} \over \partial f_{2,j}}{\biggr )}=0_{2}}
...
{\displaystyle {\partial {\mathcal {L}} \over \partial f_{m}}-\sum _{j=1}^{n}{\partial  \over \partial x_{j}}{\biggl (}{\partial {\mathcal {L}} \over \partial f_{m,j}}{\biggr )}=0_{m}}

### Hàm số duy nhất của hai biến số với những đạo hàm bậc cao
nếu có một hàm số đơn chưa biết f cần được xác định, mà phụ thuộc vào hai biến số x1 và x2 và nếu hàm số phụ thuộc vào hàm số bậc cao của f lên đến bậc thứ n sao cho
{\displaystyle I[f]=\int _{\Omega }{\mathcal {L}}(x_{1},x_{2},f,f_{1},f_{2},f_{11},f_{12},f_{22},...,f_{22...2})dx}
{\displaystyle f_{i}:={\partial f \over \partial x_{i}}}
{\displaystyle f_{ij}:={\partial ^{2}f \over \partial x_{i}\partial x_{j}}}
...
thì phương trình Euler-Lagrange sẽ là 
{\displaystyle {\partial {\mathcal {L}} \over \partial f}-{\partial  \over \partial x_{1}}{\biggl (}{\partial {\mathcal {L}} \over \partial f_{1}}{\biggr )}-{\partial  \over \partial x_{2}}{\biggl (}{\partial {\mathcal {L}} \over \partial f_{2}}{\biggr )}+{\partial ^{2} \over \partial x_{1}^{2}}{\biggl (}{\partial {\mathcal {L}} \over \partial f_{11}}{\biggr )}+{\partial ^{2} \over \partial x_{1}\partial x_{2}}{\biggl (}{\partial {\mathcal {L}} \over \partial f_{12}}{\biggr )}+{\partial ^{2} \over \partial x_{2}^{2}}{\biggl (}{\partial {\mathcal {L}} \over \partial f_{22}}{\biggr )}-...+(-1)^{n}{\partial ^{n} \over \partial x_{2}^{n}}{\biggl (}{\partial {\mathcal {L}} \over \partial f_{22...2}}{\biggr )}=0}
có thể viết gọn lại thành
{\displaystyle {\partial {\mathcal {L}} \over \partial f}+\sum _{j=1}^{n}\sum _{\mu _{1}\leq ...\leq \mu _{j}}(-1)^{j}{\partial ^{j} \over \partial x_{\mu _{1}}...\partial x_{\mu _{j}}}{\biggl (}{\partial {\mathcal {L}} \over \partial f_{\mu _{1}...\mu _{j}}}{\biggr )}=0}
với {\displaystyle \mu _{1}...\mu _{j}} là các chỉ số sẽ trải ra một số biến số, mà, ở đây chúng đi từ 1 đến 2. Ở đây,  tóm lại những chỉ số {\displaystyle \mu _{1}...\mu _{j}} sẽ chỉ với {\displaystyle \mu _{1}\leq \mu _{2}\leq ...\leq \mu _{j}} để tránh đếm cùng một đạo hàm riêng nhiều lần, lấy ví dụ {\displaystyle f_{12}=f_{21}} xuất hiện chỉ một lần trong phương trình trước đó

### Nhiều hàm số của nhiều biến số với những đạo hàm bậc cao
nếu có p phương trình chưa biết fi cần được xác định, mà phụ thuộc vào m biến số {\displaystyle x_{1}...x_{m}} và nếu hàm số phụ thuộc vào đạo hàm bậc cao của fi lên đến bậc thứ n sao cho
{\displaystyle I[f_{1},...,f_{p}]=\int _{\Omega }{\mathcal {L}}(x_{1},...,x_{m};f_{1},...f_{p};f_{1,1},...,f_{p,m};f_{1,11},...,f_{p,mm};f_{p,1...1},...,f_{p,m...m})dx}
{\displaystyle f_{i,\mu }:={\partial f_{i} \over \partial x_{\mu }}}
{\displaystyle f_{i,\mu _{1}\mu _{2}}:={\partial ^{2}f_{i} \over \partial x_{\mu _{1}}\partial x_{\mu _{2}}}}
...
với {\displaystyle \mu _{1}...\mu _{j}} là các chỉ số trải ra một số biến số, sẽ đi từ 1 đến m. Sau đó, phương trình Euler-Lagrange sẽ là
{\displaystyle {\partial {\mathcal {L}} \over \partial f_{i}}+\sum _{j=1}^{n}\sum _{\mu _{1}\leq ...\leq \mu _{j}}(-1)^{j}{\partial ^{j} \over \partial x_{\mu _{1}}...\partial x_{\mu _{j}}}{\biggl (}{\partial {\mathcal {L}} \over \partial f_{i,\mu _{1}...\mu _{j}}}{\biggr )}=0}
với tổng những {\displaystyle \mu _{1}...\mu _{j}} sẽ tránh đếm cùng đạo hàm {\displaystyle f_{i,\mu _{1},\mu _{2}}=f_{i,\mu _{2},\mu _{1}}} lại nhiều lần, giống như phần trên. Đây có thể viết gọn thành
{\displaystyle \sum _{j=1}^{n}\sum _{\mu _{1}\leq ...\leq \mu _{j}}(-1)^{j}\partial _{\mu _{1}...\mu _{j}}^{j}{\biggl (}{\partial {\mathcal {L}} \over \partial f_{i,\mu _{1}...\mu _{j}}}{\biggr )}=0}

## Suy rộng ra những đa tạp
đặt M là một đa tạp trơn và đặt {\displaystyle C^{\infty }([a,b])} biểu thị khoảng không gian của những hàm số trơn {\displaystyle f:[a,b]\rightarrow M} sau đó với những hàm số {\displaystyle S:C^{\infty }([a,b])\rightarrow R} của dạng thức
{\displaystyle S[f]=\int _{a}^{b}(L\circ {\dot {f}})(t)dt}
với {\displaystyle L:TM\rightarrow R} là Lagrange, phát biểu {\displaystyle dS_{f}=0} sẽ tương đương với phát biểu rằng: với tất cả  {\displaystyle t\in [a,b]} thì mỗi bản tầm thường hoá khung toạ độ {\displaystyle (x^{i},X^{i})} của một vùng lân cận của {\displaystyle {\dot {f}}(t)} ra được những phương trình M chiều
{\displaystyle \forall i:{d \over dt}{\partial L \over \partial X^{i}}{\bigg \vert }_{{\dot {f}}(t)}={\partial L \over \partial x^{i}}{\bigg \vert }_{{\dot {f}}(t)}}